# Germain Kouassi
Germain Kouassi (Grand-Bassam, 1937 – Abidjan, 21 luglio 2020) è stato un cestista e allenatore di pallacanestro ivoriano.

## Carriera
Da allenatore ha guidato la Costa d'Avorio ai Campionati africani del 1981, vincendo la medaglia d'oro.